# Stephanie Savage
Stephanie Savage é uma roteirista e produtora de televisão canadense. Savage é conhecida por ser co-criadoras das séries Gossip Girl e Dynasty e também por ser produtora executiva da série The O.C..